# Programul spațial nazist

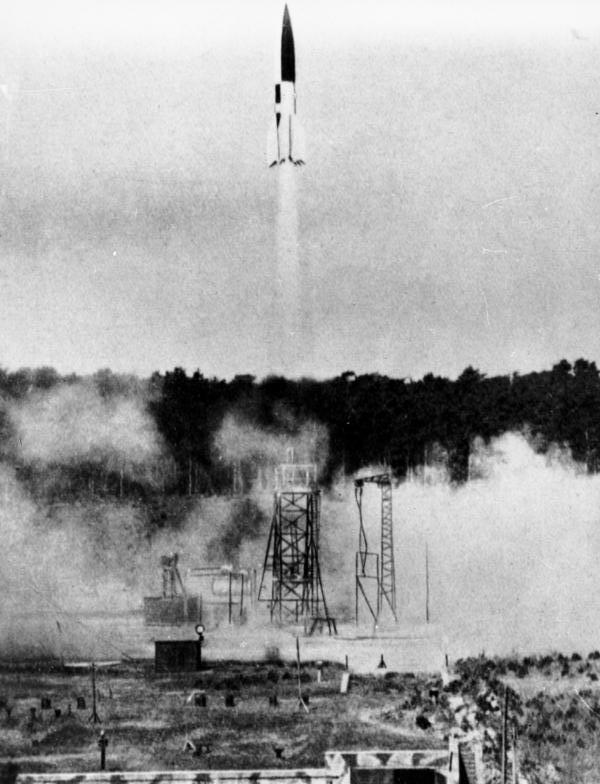
Lansarea unei rachete V-2 la Peenemünde

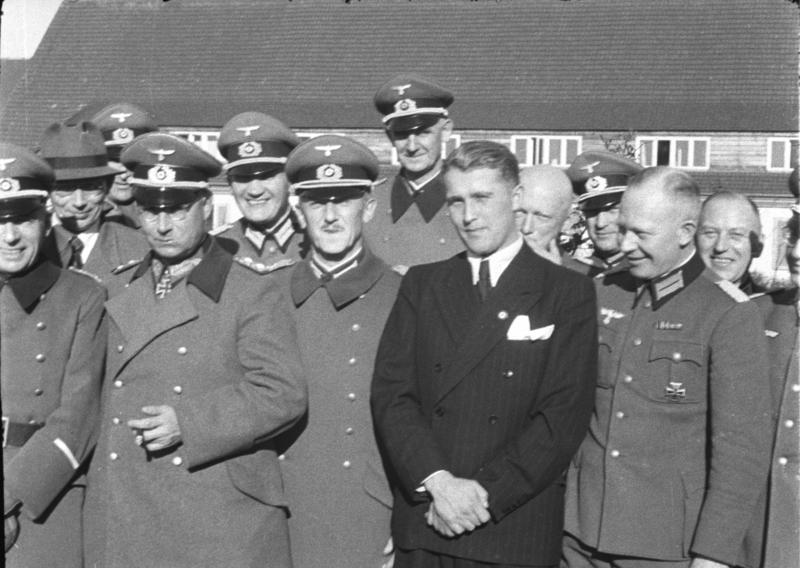
Walter Dornberger, Friedrich Olbricht, Wilhelm von Leeb și Wernher von Braun la Peenemünde, 1941

Programul spațial nazist este un presupus program spațial ce conținea invenții ale unor aparate de propulsie, condus de unii naziști în 1943 și efectuat în Peenemünde și Nordhausen. Unele astfel de invenții, au fost rachetele V2, avioanele de vânătoare cu reacție, și construirea unor farfurii zburătoare, cu ajutorul cărora, naziștii urmau să bombardeze orașele americane, având ca scop final câștigarea războiului. Cei mai eminenți membri ai programului au fost transferați în secret după război în Uniunea Sovietică și în Statele Unite (Operation Paperclip). Pentru propulsie s-au folosit rachetele V-1, V-2 (a fost prima rachetă balistică și primul obiect construit de om care a efectuat un zbor suborbital).

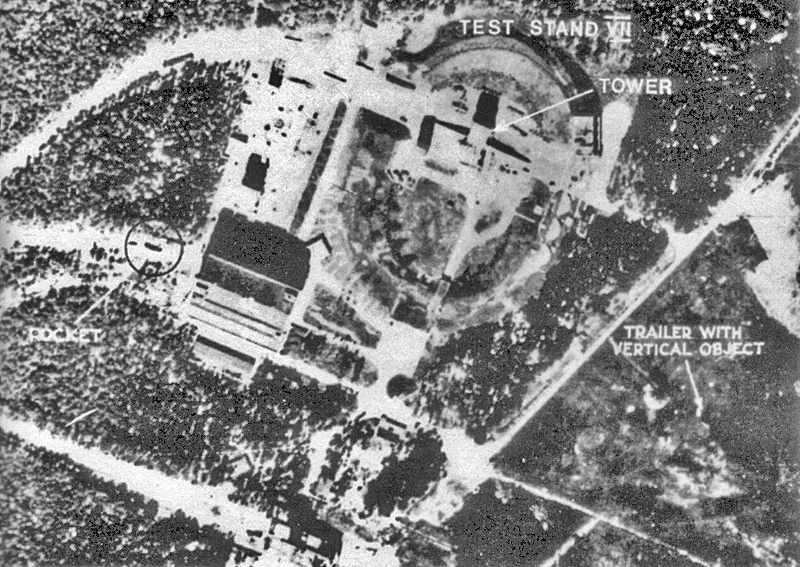
O zonă de testări la Peenemünde

Oficial, nu a existat niciun program spațial nazist aprobat, dar există o relatare despre o presupusă arestare a lui Wernher von Braun într-o închisoare SS pentru utilizarea unei facilități de la Peenemünde pentru planificarea zborului spațial în loc să dezvolte armamentul. Totuși toate documentele și planurile găsite demonstrează existența unui asemenea program.

## Rachetele V
Modelele de rachete V (V-1 și V-2) au fost primele rachete balistice create, cunoscute drept ”arme ale răzbunării” ale naziștilor, ca urmare a bombardamentelor aliate asupra orașelor nemțești. Rachetele V-2 au fost primele create de om care au ajuns în spațiu și care au depășit altitudinea de 100 de kilometri deasupra Pământului, limita dintre atmosferă și spațiu.

## Farfuriile zburătoare
Există de asemenea informații despre nave de formă discoidală (farfurie zburătoare) construite de naziști înainte și în timpul celui de-al doilea război mondial. La terminarea războiului, germanii ar fi distrus aceste prototipuri împreună cu schemele de construcție, dar se pare că acestea au fost recuperate de armata americană care ar fi continuat proiectele în secret, la Aria 51.
Programul farfuriilor zburătoare germane, a fost inițiat de către oficiali ai partidului nazist împreună cu societățile oculte Vril Gesellschaft, Thule și Luftwaffe.  După expediția din Antarctica din anul 1938, germanii au stabilit baza de asamblare a farfuriilor zburătoare Haunebu și Vril, în Neuschwabenland (Noua Șvabia). 

### JFM (Jenseitsflugmaschine)
Pe lângă proiecte concepute integral de inginerii germani, în paralel societățile secrete Vril și Thule lucrau la un proiect de realizare a unui aparat capabil de zbor interstelar. Acest proiect a fost inițiat încă din anul 1922, dar aparatul denumit Jenseitsflugmaschine sau JFM a fost construit se pare în 1924. Proiectul era inspirat din contactele avute de mediumii din societatea Vril, Maria Orsic și Sigrun, cu diverse entități din civilizația  Aldebaran, din constelația Taur, situată la 65 de ani lumină de Soare. În urma informațiilor obținute de mediumul Maria Orsic, aparatul JFM a fost dotat cu un „levitator” realizat de W. O. Schumann de la Universitatea Tehnică din München, care avea să fie perfecționat și denumit SM-Levitator.

### RFZ (Rundflugzeug)
Rundflugzeug RFZ Series 1-7:
- RFZ-1, prototip 1937
- RFZ-2, prototip 1937
- RFZ-3, prototip 1937
- RFZ-4, prototip 1938
- RFZ-5, 2 modele produse în 1939, redenumit Haunebu I
- RFZ-6, prototip 1940
- RFZ-7, 17 modele produse în 1941, redenumit Vril 1 Jäger. [5]

### Flügelrad
Flügelrad I, II, III  au fost proiectate să folosească pentru propulsie motoare BMW turbojet. Flügelrad I V-1, a efectuat primele teste de zbor de pe aerodromul Praga-Kbely, Cehia,  în august și septembrie 1943.

### Vril Raumschiffe
Programul de construcție al aeronavelor Vril, în formă de disc (Vril Raumschiffe, Series 1-11), a fost conceput de către membrii societății Vril Gesellschaft între anii 1941-1945. Toate au fost propulsate de motoare „Vril Triebwerk EMG” și „Schumann SM-Levitators”.
Planul final a fost construirea aeronavei „Andromeda - Gerät” în anul 1945, de formă cilindrică, 139 de metri lungime. O dată finalizată, ar fi găzduit în interior o navă Haunebu IV și două aeronave Vril 2, capabilă să ajungă la Aldebaran, cea mai luminoasă stea din constelația Taurus, situată la circa 65 de ani lumină de Soare, visul suprem al Vril Gesellschaft.
- Vril 1 „Jäger”, 1941, 17 unități fabricate
- Vril 2 „Zerstörer”, proiect
- Vril 3, prototip
- Vril 4,  prototip
- Vril 5,  prototip
- Vril 6,  2 construite
- Vril 7 „Geist”, 1944, mai multe modele construite
- Vril 8 „Odin”, prototip, 1945
- Vril 9 „Abjäger”, 1945
- Vril 10 „Fledermaus”, proiect
- Vril 11 „Teufel”, proiect
- Vril „Andromeda-Gerät”, 1945, 1 construit, 1 în construcție,  propulsat de 4 motoare Thule Triebwerk EMG și 8 SM-Levitators
- Vril Andromeda-1 „Freyr”, capturat de armata aericană în 1945, parțial finalizat
- Vril Andromeda-2 „Freya”, unul construit
- Vril DORN „Verteidiger”, avion delta fără pilot.
- Vril „Magische Auge”, dronă, prototip. [7]

### Schriever-Habermohl
A fost cel mai cunoscut dintre proiectele farfuriilor zburătoare germane, din care 15 prototipuri au fost construite, și a purtat numele după inginerii Rudolf Schriever și Otto Habermohl, cooptați în constuirea navelor. 
Conform lui Joseph Andreas Epp, inginer șef al proiectului, aparatul avea o carlingă centrală înconjurată de vane ajustabile rotative, ce făceau obiectul să decoleze, și motoare orizontale pentru  propulsia navei. 
Construcția a început între 1941 și 1943, se pare la aeroportul Praga-Gbell, de lângă Praga. A fost inițial un proiect Luftwaffe, care a beneficiat de asistență tehnică din partea firmelor Skoda, Junkers, Wilhelm Gustloff Werke. Inițial s-a aflat sub controlul Ministerului Armamentului și Producției de Război, timp în care a fost administrat de către inginerul Georg Klein, apoi în 1944, a intrat sub controlul SS, în special în sfera de competență a generalului Hans Kammler.

### Miethe
Proiectul a fost dezvoltat în anul 1942 de Richard Miethe, împreună cu Giuseppe Belluzzo, un inginer italian expert în turbine cu abur. Au fost proiectate trei astfel de aparate de zbor.  Primul avea 15 m diametru, al doilea avea 50 m, iar al treilea 170 m. 

### Repulsine
Este o aeronavă de formă discoidală concepută în anul 1943 de inginerul austriac Viktor Schauberger, bazată pe principiul și forța imploziei. Cele două modele Repulsin A și B, funcționau pe o separare a apei prin centrifugare, în mijloc sub acțiunea forței centripete ajungând oxigenul, iar spre margine sub acțiunea forței centrifuge, ajungea carbonul.